# Dianema longibarbis
Dianema longibarbis (діанема довгоборода) — вид риб з роду Dianema родини Панцирні соми ряду сомоподібні. Інші назви «довговуса діанема», «сом-торпеда», «сом-ілюмінатор».

## Опис
Загальна довжина сягає 8,2 см. Голова доволі обтічна, видовжена, коротка. Морда конусоподібна. Вуси завдовжки 3-3,5 см, 1 пара розташована горизонтально, інша пара — спрямована донизу. Тулуб округлий, витягнутий, вкритий великими пластинками у 2 рядки. Спинний плавець помірно високий. Жировий плавець з короткою основою, подовжений назад. Між жировим та спинним плавцем є 4 кістяні пластини-вирости. Грудні та черевні плавці помірного розміру. Перші промені грудних плавців у самця подовжені. Анальний плавець високий, з короткою основою. Хвостовий плавець трохи роздвоєно.
У залежності від умов перебування забарвлення змінюється від світло-коричневого до бронзового. Вкрито великою кількістю дрібних чорних плям, які в середині тулуба зливається в темну преривчасту смужку. на кожній пластинці верхнього рядку знаходиться 3—4 чорних плямки. Пластинки нижнього рядку — світліші. Плавці прозорі, жовті на світлі. Черево світле, при збуджені стає бурувато-помаранчевого кольору.

## Спосіб життя
Тримається узбережжя водойм з помірною течією, що в незайманих лісах, в озерах з мулистим дном. Іноді застигає на місці у середніх шарах води, а потім спокійно продовжує рух. Утворює невеличкі косяки. Вдень ховається, зарившись у ґрунт. Активний у присмерку. Живиться личинками та дрібними ракоподібними.
Статева зрілість настає у віці 12—15 місяців. Самець створює невеличку кладку з пухирців на нижньому боці широколистяних рослин. Самець піклується про кладку.

## Розповсюдження
Мешкає у басейні річки Амазонка — в межах Бразилії та Перу.